# 新극장판 이니셜D: 레전드3 -몽현-
《新극장판 이니셜D: 레전드3 -몽현-》(일본어: 新劇場版 頭文字Ｄ Legend3 -夢現-)는 2016년 공개된 일본의 애니메이션 영화이다.

## 줄거리
궁극의 스피드 한계에 도전한다!
평범한 고등학생 ‘후지와라 타쿠미’는 아카나산 최고의 레이서이다.
낮에는 주유소 아르바이트를 하며, 새벽에는 두부 배달을 위해 도로 위를 질주하는 그는
전설적 스트리트 레이서였던 아버지 후지와라 분타의 영향을 받으면서
진정한 레이서로 성장해나간다.
“테크닉에는 테크닉으로 드리프트에는 드리프트로 이긴다”
의대생 ‘타카하시 료스케’는 레이싱팀 아카기 레드선즈의 리더이다.
뛰어난 두뇌에서 나오는 자신만의 이론과 완벽한 드라이빙 테크닉을 가진 드라이버로 유명하다.
동생인 케이스케를 아키나산에서 꺾은 타쿠미의 AE 86에 관심을 보이며,
드디어 타쿠미에게 도전장을 내미는데…
토요타 AE86의 후지와라 타쿠미 VS 마쯔다 FC3S의 타카하시 료스케!
도로에 나란히 선 두 명의 레이서,
진정한 승부를 가릴 운명의 카운트다운이 시작된다!

## 주연
- 미야노 마모루
- 오노 다이스케
- 나카무라 유이치
- 우치다 마아야
- 시라이시 미노루
- 스와베 쥰이치
- 사카구치 슈헤이
- 히라타 히로아키